# Уткина, Мария Ивановна
Мари́я Ива́новна У́ткина (13 июня 1954, Октябрьский, Моркинский район, Марийская АССР, РСФСР, СССР) — бригадир цеха механосборочных работ, мастер Йошкар-Олинского механического завода (1984―2000). Лауреат Государственной премии СССР (1988).

## Биография
Родилась 13 июня 1954 года в посёлке Октябрьский ныне Моркинского района Марий Эл. 
В 1971 году окончила среднюю школу в родном посёлке.
В 1971—1984 годах — сборщица, слесарь, в 1984—1988 годах — бригадир цеха механосборочных работ, в 1988—2000 годах — мастер Йошкар-Олинского механического завода.
В 1988 году ей присуждена Государственная премия СССР.

## Награды
- Государственная премия СССР (1988) — за большой личный вклад в улучшение качества машиностроительной продукции